# Малая Ашлань
Малая Ашлань  — опустевшая деревня в Уржумском районе Кировской области в составе Уржумского сельского поселения.

## География
Находится на расстоянии примерно 6 километров на юг от районного центра города Уржум.

## История
Известна была с 1748 года, когда здесь было отмечена 21 душа мужского пола. В 1873 году учтено дворов 11 и жителей 89, в 1905 12 и 58, в 1926 12 и 68, в 1950 15 и 49 соответственно. В 1989 году оставалось 7 постоянных жителей. 

## Население
Постоянное население  составляло 3 человека (русские 100%) в 2002 году, 0 в 2010.